# The Boy and the Convict
The Boy and the Convict è un cortometraggio muto del 1909, diretto da David Aylott.
Si tratta del primo adattamento cinematografico del romanzo Grandi speranze (Great Expectations) di Charles Dickens. La popolarità di queste storie, la cui trama era già familiare al pubblico, ben si prestava ad essere presentata nella forma ancora concisa del cortometraggio, non richiedendo spiegazioni dettagliate e potendosi limitare alle scene principali.
Gli attori non sono accreditati e non se ne conosce l'identità. L'attore bambino protagonista della prima parte del film dovrebbe comunque essere Stuart Williamson che in quegli anni lavorava regolarmente nell'azienda paterna anche in altre pellicole dirette dal regista David Aylott.

## Trama
Un ragazzo aiuta un detenuto a fuggire dopo averlo incontrato nel cimitero dove è sepolta sua madre. Il condannato si arricchisce in Australia e quando ritorna viene arrestato di nuovo ma è rilasciato all'ultimo momento dopo che un condannato morente confessa, scagionandolo da ogni colpa.

## Produzione
Il film fu prodotto nel Regno Unito dalla Williamson Kinematograph Company.

## Distribuzione
Il film fu distribuito dalla Williamson Kinematograph Company nelle sale inglesi nel maggio 1909.